# Henry Lionel Galway

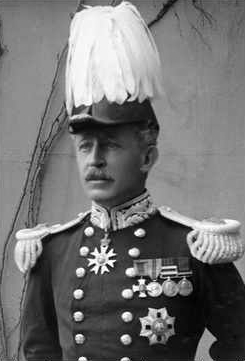
Sir Henry Lionel Galway (ca. 1900)

Sir Henry Lionel Galway (* 25. September 1859 in Alverstoke, Grafschaft Southampton, England; † 17. Juni 1949 in London; geboren als Henry Lionel Gallwey) war ein britischer Kolonialverwalter. Er war Gouverneur von Kolonien in Nigeria, St. Helena, Gambia und des australischen Bundesstaats South Australia.

## Leben
1859 als Sohn eines Armeearztes geboren, absolvierte Galway seine Ausbildung im Royal Military College Sandhurst. Anschließend diente er ab 1878 beim Infanterieregiment 30. Regiment of Foot und wurde 1887 zum Hauptmann befördert.
Dem Kolonialdienst schloss sich Galway 1882 als Aide-de-camp und privater Sekretär des Gouverneurs von Bermuda an. 1891 wurde er stellvertretender Verwalter und Vizekonsul eines Protektorats im Nigerdelta. Er versuchte, durch Täuschung den König von Benin zur Unterschrift eines einseitigen Vertrages zu bewegen, der Benin faktisch zur Kolonie Großbritanniens gemacht hätte. Dieser Vertrag war ein Jahr später Grundlage einer Strafexpedition, die schließlich zur Zerstörung des Königreichs Benin im Jahre 1897 führte. Während des Feldzuges raubten englische Truppen etwa 2.800 Bronze- und Elfenbeinstauen, die später in den Besitz des British Museum in London übergingen. 1897 wurde Galway zum Major befördert.
Im Rang eines Oberstleutnants schied er 1901 aus der Armee aus und wurde von 1902 bis 1911 Gouverneur von St. Helena. Anschließend übernahm er den Gouverneursposten von Gambia (1911–1914).
Am 18. April 1914 wurde er zum Gouverneur von South Australia ernannt. Bereits kurz nach Beginn seiner Amtszeit zog er den Unmut weiter Teile der Bevölkerung auf sich. So war er für die Einführung der Wehrpflicht und unterstützte das umstrittene River Murray Waters Agreement. Seine liberale Haltung gegenüber Glücksspiel und Alkoholkonsum verärgerte die strengreligiösen Puritaner. Er kritisierte die egalitäre australische Gesellschaft, das Frauenwahlrecht und das Bildungssystem. Sein Vorhaben, die White Australia Policy abzuschaffen, um asiatische Arbeiter ins Northern Territory zu locken, zwang den Premierminister Andrew Fisher gegenüber der Bevölkerung zu einem Dementi und einer Entschuldigung.
Auch das Colonial Office war mit seiner Arbeit unzufrieden. So weigerte er sich, die Generalgouverneur von Australien Kopien seines Schriftverkehrs und seiner Dokumente zukommen zu lassen. Allerdings konnte er während des Ersten Weltkriegs Erfolge bei der Anwerbung freiwilliger Rekruten vorweisen, so dass er im Amt blieb. 1917 wurde eine Volksabstimmung über die Einführung der allgemeinen Wehrpflicht abgehalten, die schließlich abgelehnt wurde. Galway kommentierte dies mit den Worten, die müsse ein „joyful day“ (freudiger Tag) für Deutschland sein, wofür er in den Zeitungen stark kritisiert wurde und einen Antrag im Parlament zur Abschaffung des Gouverneursamts auslöste. Dieser war jedoch letztendlich nicht von Erfolg gekrönt.
Nach dem Ende seiner Amtsperiode 1920 erhielt er kein neues Amt und kehrte ins Vereinigte Königreich zurück. Galway, der 1911 seinen Nachnamen von Gallwey in Galway geändert hatte, starb am 17. Juni 1949 in London.

## Auszeichnungen
- Mentioned in Despatches (1892–97)
- Distinguished Service Order (1896)
- Companion des Order of St. Michael and St. George (1899)
- Knight Commander des Order of St. Michael and St. George (1910)